# Daniel Dalcin
Daniel Dalcin Ribeiro conhecido apenas como Daniel Dalcin, nascido em  (Cabo Frio, 7 de setembro de 1985) é um ator e modelo brasileiro.

## Biografia
Daniel começou a cantar aos 13 anos de idade, por influência de seu avô. Por seis anos ele foi vocalista de uma banda de rock chamada Sicatriz com a qual fazia vários shows em Cabo Frio, sua cidade natal. Aos 19 anos, Dalcin foi para o Rio de Janeiro para trabalhar como modelo por sugestão de seu pai, que achava o mercado da música muito complicado. Daniel não chegou a trabalhar como modelo. Desde o início indicaram um curso de televisão, para que ele pudesse trabalhar com publicidade. O jovem ator adquiriu gosto pela interpretação e começou a se dedicar. Dois anos depois, Daniel fez um teste para a telenovela Vidas Opostas, da Rede Record, e foi aprovado. Na sequência, ele participou da novela Amor e Intrigas, da mesma emissora. Então o ator fez testes para atuar em Malhação, da Rede Globo, onde foi selecionado para o papel de um dos protagonistas na 16ª temporada do seriado. Em seguida protagonizou duas temporadas consecutivas do seriado Bicicleta e Melancia do Multishow, além de fazer uma participação nos primeiros capítulos de Insensato Coração. Daniel atuou na novela Lado a Lado, da Globo. Recentemente, Daniel trabalhava como vendedor em uma loja de roupas localizada no Plaza Shopping, em Niterói.

## Filmografia

### Televisão
| Ano  | Título               | Personagem                                      | Ref.  |
| ---- | -------------------- | ----------------------------------------------- | ----- |
| 2004 | Celebridade          | Figurante no Luau de Maria Clara (Capítulo 140) |       |
| 2006 | Vidas Opostas        | Alfredo Ventura                                 | [ 1 ] |
| 2007 | Amor e Intrigas      | Daniel Junqueira de Albuquerque Motta           | [ 1 ] |
| 2009 | Malhação             | Alexandre Bacelar (Alex)                        | [ 1 ] |
| 2010 | Bicicleta e Melancia | Marco                                           | [ 2 ] |
| 2011 | Insensato Coração    | Afonso                                          | [ 2 ] |
| 2012 | Lado a Lado          | Teodoro Lopes de Freitas                        | [ 2 ] |
| 2016 | Êta Mundo Bom        | Dr. Miguel                                      |       |
| 2021 | Gênesis              | Asquenaz                                        | [ 1 ] |
| 2022 | Reis                 | Joel                                            | [ 3 ] |
| 2024 | A Rainha da Pérsia   | Zia                                             |       |
| 2024 | Estranho Amor        | Beto Fagundes                                   |       |
| 2025 | Paulo, o Apóstolo    | Matias                                          |       |